# Giải quần vợt Úc Mở rộng 2022 - Đôi xe lăn quad
Andy Lapthorne và David Wagner là nhà vô địch, đánh bại Schröder và Vink trong trận chung kết, 2–6, 6–4, [10–7].
Dylan Alcott và Heath Davidson là đương kim vô địch, nhưng thua ở vòng bán kết trước Sam Schröder và Niels Vink.

## Hạt giống
1. Sam Schröder /  Niels Vink (Chung kết)
2. Andy Lapthorne /  David Wagner (Vô địch)

## Kết quả

### Từ viết tắt
| - Q = Vòng loại - WC = Đặc cách - LL = Thua cuộc may mắn - Alt = Thay thế - SE = Miễn đặc biệt | - PR = Bảo toàn thứ hạng - w/o = Thắng nhờ đối thủ rút lui trước trận đấu - r = Bỏ cuộc giữa trận đấu - d = Bị xử thua - SR = Xếp hạng đặc biệt |

### Chung kết
|  | Bán kết | Bán kết                     | Bán kết | Bán kết                     | Bán kết |                         |      | Chung kết | Chung kết | Chung kết | Chung kết | Chung kết |  |
|  |         |                             |         |                             |         |                         |      |           |           |           |           |           |  |
|  | 1       | Sam Schröder Niels Vink     | 6       | 7                           |         |                         |      |           |           |           |           |           |  |
|  | 1       | Sam Schröder Niels Vink     | 6       | 7                           |         |                         |      |           |           |           |           |           |  |
|  |         | Dylan Alcott Heath Davidson | 1       | 63                          |         |                         |      |           |           |           |           |           |  |
|  |         | Dylan Alcott Heath Davidson | 1       | 63                          | 1       | Sam Schröder Niels Vink | 6    | 4         | [7]       |           |           |           |  |
|  |         |                             |         |                             |         | Sam Schröder Niels Vink | 6    | 4         | [7]       |           |           |           |  |
|  |         |                             | 2       | Andy Lapthorne David Wagner | 2       | 6                       | [10] |           |           |           |           |           |  |
|  |         | Donald Ramphadi Koji Sugeno | 2       | Andy Lapthorne David Wagner | 2       | 6                       | [10] | 3         | 6         | [6]       |           |           |  |
|  |         |                             |         |                             |         |                         |      | 3         | 6         | [6]       |           |           |  |
|  | 2       | Andy Lapthorne David Wagner | 6       | 4                           | [10]    |                         |      |           |           |           |           |           |  |